# Zay Initiative
 (août 2021).
Pour les articles homonymes, voir Zay.
Zay Initiative (en arabe : مبادرة زِيّ) est une bibliothèque numérique de mode et une archive de collection à but non lucratif enregistrée au Royaume-Uni. Elle a été fondée par Reem El Mutwalli en 2019.
Zay Initiative est la première archive d'histoire de la mode arabe au monde,,.
Zay Initiative vise à collecter, documenter et conserver les vêtements et les parures arabes et à promouvoir une compréhension de l'évolution de la culture régionale,.